# Stenopelmatus monahansensis
Stenopelmatus monahansensis is een rechtvleugelig insect uit de familie Stenopelmatidae. De wetenschappelijke naam van deze soort is voor het eerst geldig gepubliceerd in 2001 door Stidham & Stidham.